# Келлер, Иосиф Исаакович
Иосиф Исаакович Келлер (17 [30] декабря 1903, Одесса, Российская империя — 16 февраля 1977, Пермь, СССР) — советский театральный режиссёр, либреттист и писатель; главный режиссёр Пермского академического театра оперы и балета им. П. И. Чайковского с 1947 по 1975 годы; заслуженный деятель искусств РСФСР (1957), лауреат Сталинской премии (1951).

## Биография
Родился 17 декабря (30 декабря по новому стилю) 1903 года в Одессе в еврейской семье, родители были музыкально-театральными работниками.
Трудовой путь начал в 1919 году вольнонаемным сотрудником в армейских учреждениях Одессы и затем — Екатеринбурга. После двух лет учёбы в Свердловском медицинском институте, решил посвятить жизнь художественному творчеству. В 1923—1929 годах был сотрудником газеты «Уральский рабочий», в частности, специальным корреспондентом газеты в Ленинграде во время учёбы в Ленинградском институте сценических искусств (1925—1929 годы). Получив высшее образование и квалификацию «режиссёр-постановщик», в 1929—1944 годах работал в Свердловском театре оперы и балета имени А. В. Луначарского. В 1944—1946 годах являлся главным режиссёром Туркменского театра оперы и балета в Ашхабаде. Затем, после непродолжительной работы в Куйбышевском театре оперы и балета, с февраля 1947 года, Иосиф Келлер жил и работал в Перми. Создавал спектакли в содружестве с такими композиторами, как А. Э. Спадавеккиа («Хождение по мукам» 1953, 1966; «Овод» 1959; «Праздник фонарей» 1969), Л. Б. Степанов («Иван Болотников», 1950, Сталинская премия), К. А. Кацман («Рыцарская баллада» 1973). Во время художественного руководства Пермским театром И. И. Келлера и директорства заслуженного деятеля искусств РСФСР С. Г. Ходеса, театру решением Совета Министров РСФСР в 1965 году было присвоено имя Петра Ильича Чайковского.
Кроме театральной деятельности, был известен как поэт и прозаик, писав повести, романы и пьесы с 1921 года. Член Союза писателей СССР с 1934 года. Его произведения издавались в Москве, Ленинграде и Свердловске. В 1930-е годы Келлер отошёл от активной литературной деятельности отошёл, но стал известен как либреттист, работая с композиторами Б. В. Асафьевым, А. В. Богатыревым, В. Н. Трамбицким, А. Г. Фридлендером и другими. Был соавтор П. П. Бажова по сценарию фильма «Каменный цветок» («Мосфильм», 1946 год).
В Свердловске также занимался музыкально-педагогической деятельностью, в Перми — музыкально-просветительской. Лауреат Всесоюзных фестивалей и смотров, был награждён орденом Октябрьской Революции (1976). Член КПСС с 1954 года.
Умер 16 февраля 1977 года в Перми. Похоронен на 7-м участке Южного кладбища города рядом со своей женой — И. А. Донат (1920—2006); балерина, затем — инспектор балета Пермского академического театра оперы и балета им. П. И. Чайковского.